# Lipa (Batangas)
Lipa is een stad in de Filipijnse provincie Batangas op het eiland Luzon. Bij de laatste census in 2010 telde de stad ruim 283 duizend inwoners.

## Geschiedenis
Lipa is een stad sinds 20 juni 1947. 
De kerk en het Karmelietenklooster van Lipa is de plaats van een verschijning van de Maagd Maria die in 1948 werd gezien door zuster Teresita Castillo.

## Geografie

### Bestuurlijke indeling
Lipa is onderverdeeld in de volgende 86 barangays:
| - Adya - Anilao - Anilao-Labac - Antipolo Del Norte - Antipolo Del Sur - Bagong Pook - San Sebastian (Balagbag) - Balintawak - Banaybanay - Barangay 1 - Barangay 2 - Barangay 3 - Barangay 4 - Barangay 5 - Barangay 6 - Barangay 7 - Barangay 8 - Barangay 9 - Barangay 9-A - Barangay 10 - Barangay 11 - Barangay 12 - Bolbok - Bugtong na Pulo | - Bulacnin - Bulaklakan - Calamias - Cumba - Dagatan - Duhatan - Halang - Inosloban - Kayumanggi - Latag - Lodlod - Lumbang - Mabini - Malagonlong - Malitlit - Marauoy - Mataas Na Lupa - Munting Pulo - Pagolingin Bata - Pagolingin East - Pagolingin West - Pangao - Pinagkawitan - Pinagtongulan | - Plaridel - Pusil - Quezon - Rizal - Sabang - Sampaguita - San Benito - San Carlos - San Celestino - San Francisco - San Guillermo - San Jose - San Lucas - San Salvador - Sapac - Sico - Santo Niño - Santo Toribio - Talisay - Tambo - Tangob - Tanguay - Tibig - Tipacan |

## Demografie
Lipa had bij de census van 2010 een inwoneraantal van 283.468 mensen. Dit waren 22.900 mensen (8,8%) meer dan bij de vorige census van 2007. Ten opzichte van de census van 2000 was het aantal inwoners gegroeid met 65.021 mensen (29,8%). De gemiddelde jaarlijkse groei in die periode kwam daarmee uit op 2,64%, hetgeen hoger was dan het landelijk jaarlijks gemiddelde over deze periode (1,90%).

De bevolkingsdichtheid van Lipa was ten tijde van de laatste census, met 283.468 inwoners op 209,4 km², 1353,7 mensen per km².

## Geboren in Lipa
- Teodoro Kalaw (1884-1940), schrijver, bestuurder en politicus
- Maximo Kalaw (1891-1955), schrijver, bestuurder en politicus
- Bienvenido Lumbera (1932-2021), schrijver, dichter en criticus

Agoncillo · Alitagtag · Balayan · Balete · Batangas City · Bauan · Calaca · Calatagan · Cuenca · Ibaan · Laurel · Lemery · Lian · Lipa · Lobo · Mabini · Malvar · Mataasnakahoy · Nasugbu · Padre Garcia · Rosario · San Jose · San Juan · San Luis · San Nicolas · San Pascual · Santa Teresita · Santo Tomas · Taal · Talisay · Tanauan · Taysan · Tingloy · Tuy